# Tche Jong-ho
Tche Jong-ho (* 25. července 1962 Pchjongjang, Severní Korea) je bývalý severokorejský diplomat. V roce 2016 ze Severní Koreje uprchl; je považován za nejvýše postaveného severokorejského zběha.
V roce 2020 se stal poslancem v Jižní Koreji.

## Život
Tche studoval na univerzitě v Pchjongjangu. Pro severokorejský režim pracoval jako diplomat v Dánsku, 10 let byl náměstkem velvyslance v Londýně. V roce 2015 doprovázel Kim Čong-čchola, staršího bratra severokorejského vůdce Kim Čong-una, na londýnský koncert Erica Claptona.
Po útěku ze Severní Koreje v roce 2016 si původně nechal změnit jméno a datum narození. V roce 2020 však pod svým pravým jménem kandidoval v parlamentních volbách v Jižní Koreji za hlavní opoziční stranu, Spojenou stranu budoucnosti. Uspěl a stal se poslancem za volební obvod Kangnam v Soulu.

## Názory
Tche Jong-ho je kritikem severokorejského diktátora Kim Čong-una. „Špatným směrem“ se však podle něj ubírá i politika jihokorejského prezidenta Mun Če-ina – příliš ustupuje režimu KLDR.
V parlamentu usiluje o znovusjednocení obou zemí na Korejském poloostrově.

## Rodina
Tche je ženatý s O Hje-son, která je příbuznou O Pek-rjonga, bývalého spolubojovníka zakladatele KLDR Kim Ir-sena. Do Jižní Koreje Tche uprchl se svou ženou i dvěma syny. Jeho sourozenci s rodinami však zůstali v Severní Koreji a za jeho útěk byli podle něj určitě potrestáni. „Jsem si jist, že moji příbuzní a moji bratři a sestry byli buď posláni do odlehlých, uzavřených oblastí, nebo do vězeňských táborů,“ uvedl.